# Charles Lindbergh
Charles Augustus Lindbergh, född 4 februari 1902 i Detroit, Michigan, död 26 augusti 1974 på Maui, Hawaii, var en svenskättad amerikansk flygare och författare. Lindbergh blev 1927 den förste att flyga ensam över Atlanten, vilket gav honom kändisstatus i flera länder. Han var son till kongressledamoten Charles A. Lindbergh. Han växte upp i Little Falls i Minnesota.

## Biografi

### Uppväxt och tidig karriär
Lindbergh var son till advokaten Charles Augustus Lindbergh och sonson till bonden Ola Månsson i Gårdlösa nr 15 (Smedstorps socken i Skåne), som var riksdagsledamot för bondeståndet 1847–57 och emigrerade till USA 1860.
Lindbergh studerade mekanik vid Wisconsins universitet. Han ägnade sig från 1922 åt flygning, genomgick 1924 arméns flygutbildning och blev kapten i flygvapnets reserv, för att sedan från 1926 vara postflygare.

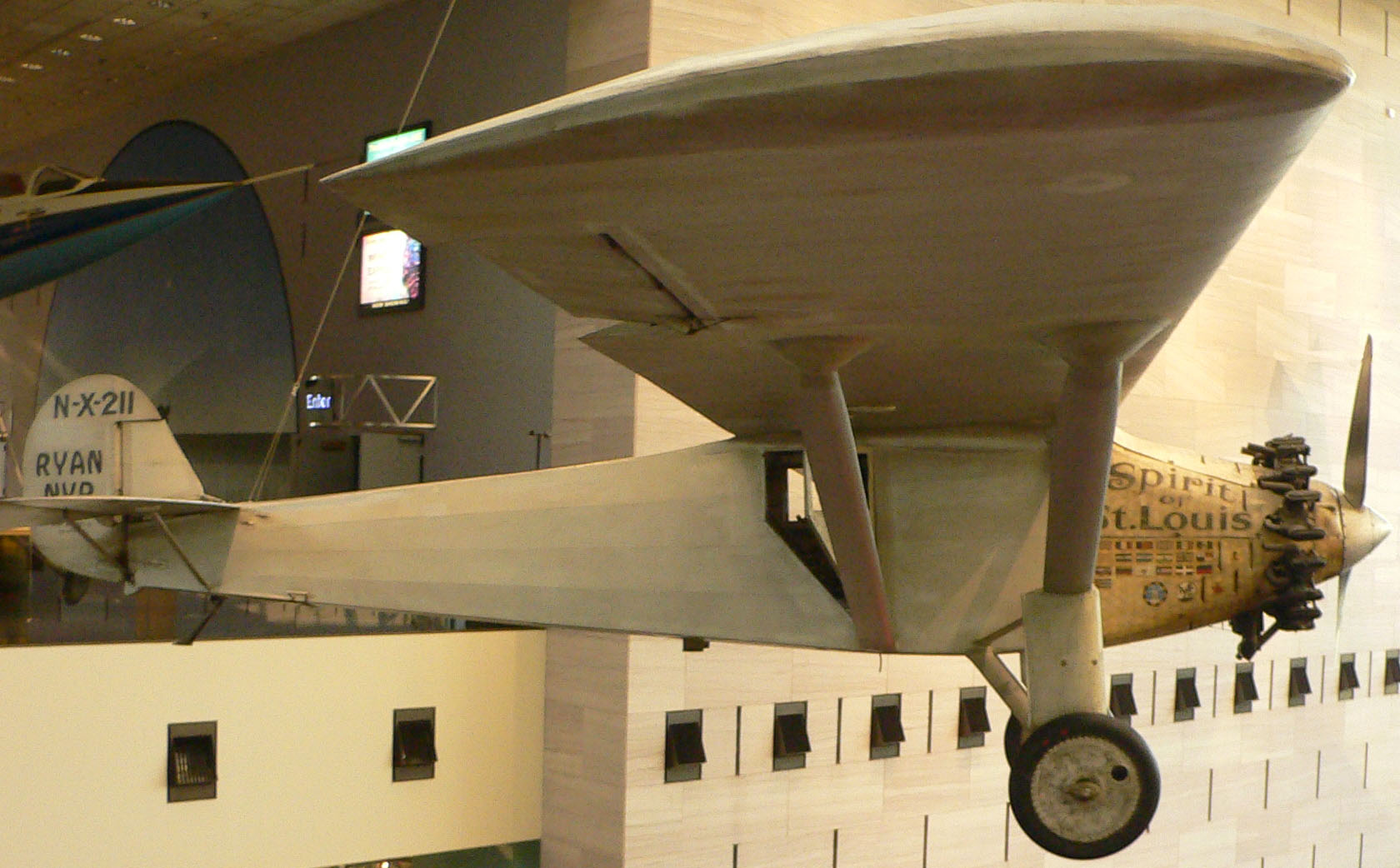
Spirit of St. Louis.

### Atlantflygningen
Som postflygare för det amerikanska postverket hade Lindbergh blivit beryktad som en mycket skicklig flygare, samt utrustad med stor tur: Fyra gånger hade han räddat sig ur störtande flygplan genom att slänga sig ut med fallskärm. Han kallades inom den amerikanska flygvärlden för (översatt) "Den flygande dåren".
Lindbergh fick stor uppmärksamhet när han den 20–21 maj 1927 med sitt flygplan Spirit of St. Louis ensam flög över Atlanten, från New York till Paris. Han genomförde då den första soloflygningen nonstop i ett enmotorigt plan över Atlanten. (Den första nonstopflygningen över Atlanten gjordes 1919 av John Alcock och Arthur Brown i ett tvåmotorigt plan.) Färden tog 33,5 timmar. Efter denna prestation betraktades Lindbergh som en legend, med smeknamnet Lucky Lindy.
Inför flygningen avlägsnade Lindbergh alla onödiga detaljer i planet. Allt bränsle placerades så nära flygplanets tyngdpunkt som möjligt. Detta innebar bland annat att hela frontrutan avlägsnades, och istället installerades ett periskop ovanför instrumentpanelen.
Starten ägde rum klockan 07.30 lokal tid från Roosevelt Fields på Long Island strax utanför New York, i närvaro av tusentals åskådare. Enligt den allmänna opinionen var Lindbergh "en ung dåre". Hans avskedsord, innan han satte sig tillrätta i sitt lilla plan, var: "När jag nu går upp i min maskin känner jag det som om jag gick upp i elektriska stolen. Men när jag stiger ur i Paris kommer jag att känna det som om jag benådats av guvernören". Hans förnödenheter bestod av fyra smörgåsar och en termos med choklad, några näringstabletter och två flaskor vatten.
Sedan han landat på Paris flygplats i Le Bourget klockan 22.22 – efter 33 timmar och 47 minuters flygning – dröjde det en halvtimme innan han fick sätta fötterna på fransk jord. Han mottogs då av flera hundra tusen i den entusiastiska franska folkmassan, som "hissade" upp honom i luften, och beundrarna tog maskindelar från planet som souvenirer.
Lindbergh berättade sedan om färden, bland annat:
| ”                   | Fastän jag före avfärden fick officiella underrättelser om utmärkta väderförhållanden, så flög jag mer än 1 000 sjömil genom regnområden och det var icke roligt... jag ömsom höjde och sänkte maskinen för att pröva var det gynnsammaste vädret rådde¨...jag lyckades ändock inte påträffa vackert väder. Jag hade mycket tråkigt men blev icke sömnig och behövde icke intaga de stimulantia som jag medtagit för säkerhets skull, såsom koffein. Jag drack bara vatten, men måste erkänna att jag var tusan så törstig när jag äntligen kom fram!...Summa summarum – jag hade mycket väl kunnat fortsätta att flyga... sedan jag landat hade jag 300 liter bensin kvar... Jag ämnar ej återvända till Amerika luftvägen... Jag är rörd över det mottagande jag rönt från Frankrikes befolkning... Det är första gången jag är i Paris... I varje fall, jag har haft tur... | „ |
| – Charles Lindbergh | |   |

Hedersbetygelser
När budskapet om hans landning nådde andra kammaren skickade den svenska regeringen  en hyllning till Lindbergh i form av ett telegram: "Medlemmar av svenska riksdagen, som i tankarna följt Eder på den djärva färden mellan nya och gamla världen, sända avkomlingen av svenska fäder sin stolta lyckönskan till den lyckligt fullbordade bragden". Lindman/Hamrin/Hansson/Johansson.
I USA utnämndes Lindbergh till överste och av president Calvin Coolidge fick han motta stora flygarkorset. Fransmännen utnämnde honom till medlem av Hederslegionen samt hedersmedborgare i Paris. Svenska Dagbladet och Göteborgs-Posten samlade in 5 000 kronor, som Lindbergh anslog som stipendium åt svenska flygare. Han erhöll Svenska aeroklubbens plakett i guld.

### Familj och kidnappning
Den 27 maj 1929 gifte han sig med Anne Morrow. Hon var dotter till USA:s ambassadör i Mexiko, Dwight Morrow, och de träffades då Lindbergh besökte den mexikanska huvudstaden för att mottaga hyllningar. Hon blev sedan hans andrepilot och 1931 gjorde de tillsammans en resa till bland annat Alaska och Kina i ett enmotorigt plan.
År 1933 företog Lindbergh tillsammans med sin hustru en flygning Amerika–Grönland–Europa för att undersöka möjligheterna för regelbunden flygtrafik denna rutt. Han besökte då också Sverige.

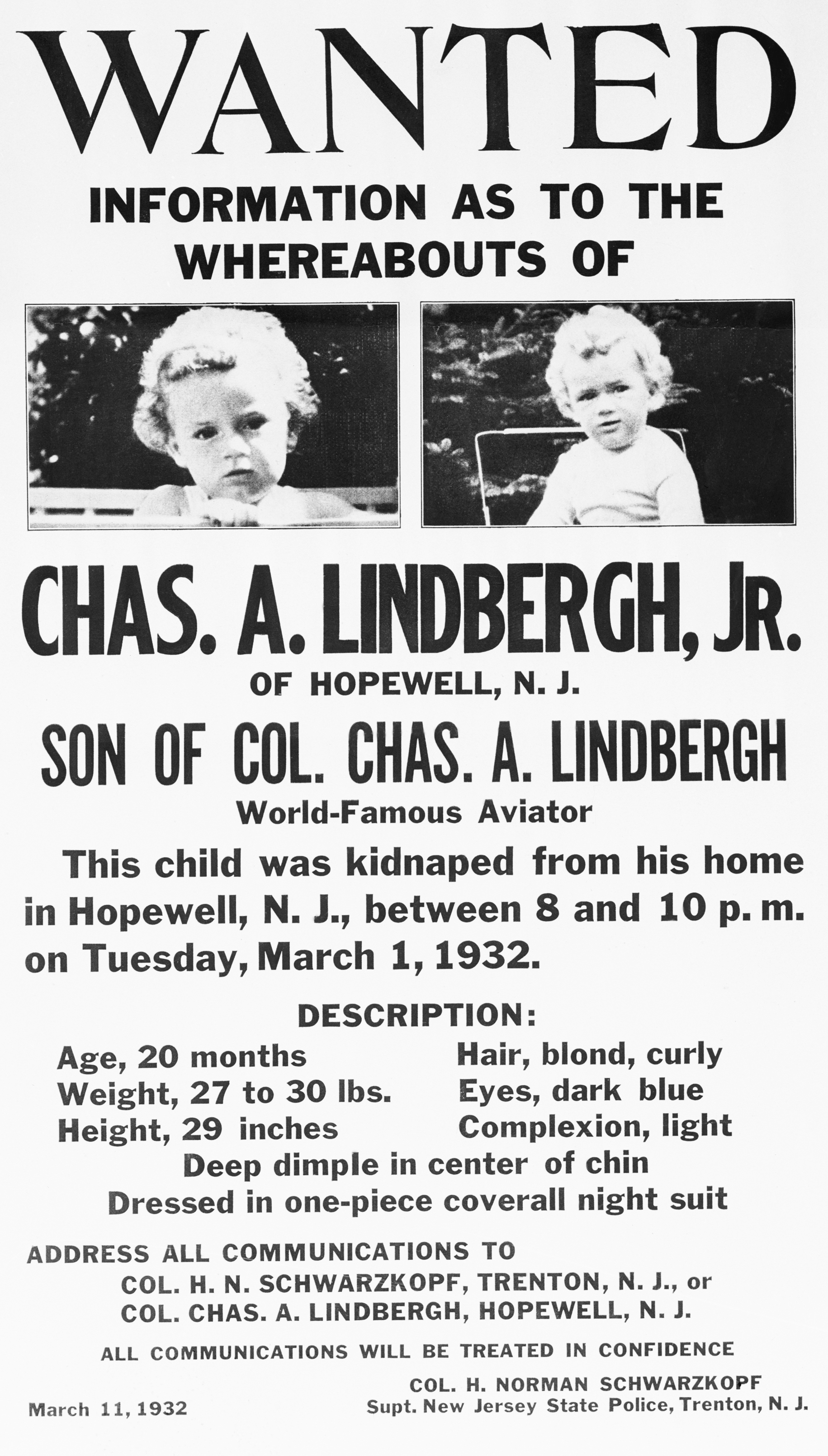
Affisch med efterlysning av den försvunne (kidnappade) Charles Lindbergh Jr.

Den 1 mars 1932 kidnappades parets förstfödde son, den knappt tvåårige Charles Augustus Lindbergh Jr. Den följande jakten på den skyldige kom att bli den största människojakten i brottsbekämpningens historia. Så småningom greps tyskfödde snickaren Bruno Richard Hauptmann och denne dömdes slutligen trots att han bedyrade sin oskuld – och han avrättades i elektriska stolen. 
På senare tid har dock domens riktighet ifrågasatts och flera omständigheter talar för ett justitiemord ”i nationens intresse”. Det döda barn som hittades och påstods vara den bortrövade sonen undersöktes endast ytligt och identifieringen är därför osäker. Den stege som Hauptmann sades ha använt var ett starkt bevis då ursprunget (genom undersökning av materialet) enligt åklagaren kunde spåras, vilket i efterhand har kritiserats. Paret Lindbergh fick sedan ytterligare fem barn.

### Andra världskriget
År 1936 besökte Lindbergh och hans fru Berlin på inbjudan av den amerikanske militärattachén, med syftet att inspektera Tysklands flygvapen. Han besökte framför allt fabriker och flygplan, men också Olympiska spelen som gäst till Luftwaffes befälhavare Hermann Göring. Göring gjorde detta till en stor medial händelse och till propaganda för Nazityskland. Detta medförde att Lindberghs popularitet i USA dalade. Under de kommande två åren besökte han Tyskland två gånger till och blev alltmer imponerad av den tyska upprustningen. Han blev övertygad om att ingen europeisk makt skulle kunna stå emot ett tyskt anfall (och att det skulle bli upp till Ryssland att avvärja ett sådant). Därför tog han emot en tysk utmärkelse, Tyska örnens orden, vilket fick negativ kritik i USA. Men den amerikanske ambassadören Hugh Wilson har senare noterat att utmärkelsen överlämnades utan förvarning, att Lindbergh oceremoniellt stoppade den i fickan och att det skulle ha inneburit en "diplomatisk katastrof" att inte ta emot den. Det innebar likväl slutet för Lindberghs planer på en karriär inom politiken. 
Lindbergh började propagera för att USA skulle ställa sig utanför den kommande konflikten, något som fick delat mottagande i USA, där isolationister stod i konflikt med dem som bekymrade sig inför nyheter om förföljelser av judar. Detta ledde till att Lindberghs popularitet sjönk alltmer. 
År 1938 började paret Lindbergh planera för att bosätta sig i Berlin. Strax efter att Lindbergh tagit emot Tyska örnens orden ägde dock Kristallnatten rum, förföljelserna ökade markant och omkring 20–30 000 personer sändes till koncentrationsläger, vilket fick paret att ställa in sina planer.
Efter Andra världskrigets utbrott argumenterade Lindbergh för att USA skulle förhålla sig neutralt, något som orsakade en djup konflikt med president Franklin D. Roosevelt. År 1940 uttalade Franklin D. Roosevelt: "Om jag skulle dö imorgon, så vill jag att ni skall veta detta: Jag är absolut övertygad om att Lindbergh är nazist." Lindbergh var dock inte nazist, men delade däremot Hitlers fascination inför rashygien, vilket var allmängods i västvärlden.
Lindbergh blev rekryterad av America First, som verkade mot en amerikansk inblandning i andra världskriget mot Tyskland. Han påtalade vikten av att Storbritannien och Frankrike inte skulle gå i krig mot Tyskland, som han såg som en viktig bastion för civilisationen mot sovjetkommunismen. Denna inställning ändrade emellertid Lindbergh efter Pearl Harbor den 7 december 1941. Han försökte då ta värvning igen (han hade sagt upp sig från det amerikanska flygvapnet två år tidigare), men på grund av antijudiska uttalanden samt sin nära koppling till Tyskland före kriget ansågs han  inte pålitlig av amerikanska regeringen och på order från Vita huset avslogs hans ansökan.
Istället började han arbeta med Henry Ford (som även han anklagades för att vara antisemit) som teknisk konsult för att lösa problemen med bombplanet Consolidated B-24 Liberator som var under konstruktion. När arbetet var färdigt 1943 övergick Lindbergh till United Aircrafts Chance Vought-division, och sändes av den 1944 till Stilla havet som företagsrepresentant med status som civil observatör, för att utvärdera användningen av flygplanen under fältförhållanden och för att utbilda piloter med sina slutsatser. Bland annat utvecklade han en metod för att starta med dubbla bomblasten av Vought F4U Corsairs nominella kapacitet och med sina erfarenheter från långflygningar lyckades han öka räckvidden för Lockheed P-38 Lightning från 140 mil till 210 mil genom att använda en betydligt magrare bränsleblandning. 
Totalt flög Lindbergh ett 50-tal uppdrag under kriget och sköt den 28 juli 1944 ned ett japanskt Mitsubishi Ki-51. Trots sina insatser i kriget blev han fortsatt kritiserad, inte minst för att han propagerat för att USA skulle förbli oförberett för krig.
År 2003 fastslogs det att Lindbergh under den här perioden fått barn med två systrar som han mött i München, förutom den affär han hade med sin sekreterare.